# Rais Rawkatowitsch Suleimanow

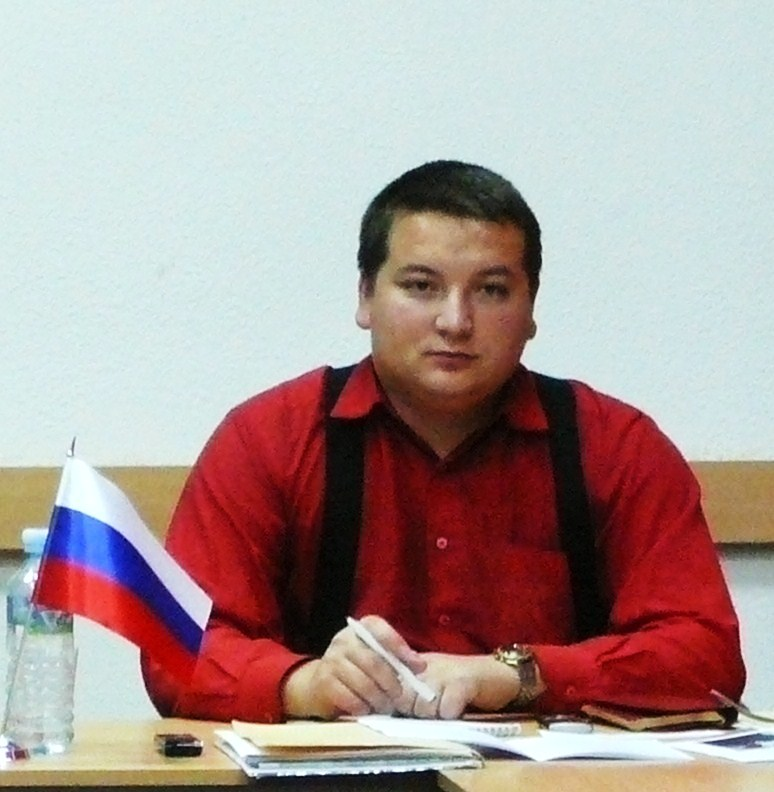
Rais Suleimanow

Rais Rawkatowitsch Suleimanow (russisch Раис Равкатович Сулейманов; wiss. Transliteration
Rais Ravkatovič Sulejmanov; geb. 25. Juni 1984, Kasan, UdSSR) ist ein russischer Religionswissenschaftler und Islamwissenschaftler, der als ein Experte für islamischen Radikalismus und für Tataren gilt.

## Leben
Seine Ausbildung absolvierte Suleimanow an der Universität Kasan, wo er Geschichte studierte.
Er forscht zu ethnischen und religiösen Konflikten in der Wolga-Region. Er ist Autor von Publikationen zu radikalen islamischen Bewegungen in Russland, vor allem im Föderationskreis Wolga. Er war Leiter des Wolga-Zentrums für Regionale und Ethnisch-Religiöse Studien des Russischen Instituts für Strategische Forschungen (Российский институт стратегических исследований) und arbeitet inzwischen als Experte des Instituts für Nationale Strategie (Института национальной стратегии).
Rais Suleimanow arbeitete eng mit dem muslimischen Gemeindeleiter und Gelehrten, Imam Waliulla Jakupow zusammen, dem Stellvertreter des damaligen Großmuftis von Tatarstan, Ildus Faisow. Nachdem dieser 2012 vor seinem Haus in Kasan ermordet worden war, arbeitet er seither für die Erhaltung und Entwicklung von dessen wissenschaftlichem und theologischem Erbe.
Suleimanow wurde dafür kritisiert, Prognosen zu produzieren, die speziell dazu dienen sollen, die Öffentlichkeit zu schockieren. Nachdem Suleimanow öffentlich behauptet hatte, dass in der Föderationsrepublik Tatarstan der radikale Islam gefördert und dies von der Führung der Republik gedeckt werde, wurde er durch das Büro des Generalstaatsanwalts der Republik, Kafil Amirow, offiziell wegen extremistischer Aktivitäten verwarnt. In der Folge wurde Amirow 2013 auf Betreiben der russischen Zentralregierung zum Rücktritt gezwungen. Suleimanow, der 2014 den Westen beschuldigte, Tatarstan mithilfe islamischer Extremisten destabilisieren zu wollen, offenbarte nach einer Publikation der Jamestown Foundation im weiteren Verlauf seine engen Verbindungen zum russischen Geheimdienstapparat.